# ريتشي تايلور
ريتشي تايلور (بالإنجليزية: Richie Taylor)‏ (20 يونيو 1951 في المملكة المتحدة - ) هو لاعب كرة قدم بريطاني في مركز جناح ‏. لعب مع نادي سندرلاند ونادي يورك سيتي.